# Dere grobbelaarae
Dere grobbelaarae là một loài bọ cánh cứng trong họ Cerambycidae.